# Whois
WHOIS (z angličtiny, who is?  – kdo je?) je v informatice označení pro databázi, která slouží k evidenci údajů o majitelích internetových domén a IP adres. Struktura databází národních domén nejvyššího řádu je hierarchická (každý národní registrátor vede vlastní WHOIS server), podobně je distribuována i správa IP adres podle regionálních úřadů (RIR) podléhajících IANA. Stejný název používá nástroj whois pro příkazový řádek, který slouží pro připojení k Whois serveru a prohledávání Whois databáze (tj. klient). Komunikace klient–server probíhá pomocí Whois protokolu (síťový port 43).

## Účel
Systém WHOIS vznikl jako metoda pro správce systému k získání kontaktních informací pro IP adresy nebo názvy domény. Využití údajů ze systému WHOIS se vyvinulo do různých podob použití:
- Podpora bezpečnosti a stability Internetu.
- Kontaktní místa pro správce sítí, včetně poskytovatelů internetových služeb.
- Určení stavu registrace doménových jmen.
- Pomoc donucovacím orgánům v rámci šetření a vymáhání vnitrostátních a mezinárodních právních předpisů. Například: boj proti terorismu. V některých zemích mohou být specializované nevládní subjekty podílející se na této činnosti.
- Pomoc v boji proti zneužívání komunikačních technologii.
- Přispívání důvěry uživatelů v Internet, jako spolehlivý a účinný prostředek informačních a komunikačních nástrojů.
- Pomoc uživatelům identifikovat osoby nebo subjekty odpovědné za obsah a služby na Internetu.
- Pomoc podnikům, organizacím a uživatelům v boji proti podvodům, v souladu s příslušnými právními předpisy a chrání zájmy veřejnosti.

## Historie
Když byl ještě ARPANET, byla jen jedna organizace, která se zabývala registrací všech domén, tato organizace se jmenovala DARPA. Původní název WHOIS bylo NICNAME. Byl to jakýsi adresář lidí, kteří se nějakým způsobem podíleli na zefektivnění ARPANETU nebo zde byli lidé, kteří požádali o zařazeni. Proces registrace byl založen na RFC 920. WHOIS bylo standardizováno až v roce 1980. Protože všechny registrace prováděla v této době jedna organizace, byl jeden centralizovaný server používající se pro dotazy WHOIS. Dotaz WHOIS provedený na příjmení osoby našel všechny osoby s tímto příjmením. Dotaz na dané klíčové slovo vrátil všechny registrované domény, které obsahovaly dané klíčové slovo. National Science Foundation nařídil, aby řízení registrace internetových domén bylo ovládáno komerčně třetí stranou. Inter NIC byla založena v roce 1993 na základě smlouvy s NSF. Dne 1. prosince 1999 bylo vedení top-level domén (TLD) přiděleno k ICANNu. V té době byly tyto TLD převedeny na model WHOIS. V roce 2005 bylo mnohem více top-level domén než tomu bylo na začátku roku 1980. To bylo také dáno tím, že přibyly další národní domény nejvyššího řádu.

## Dotaz WHOIS
Na Internetu existuje mnoho stránek, kde je možné vytvořit dotaz pro WHOIS. Služba je volně dostupná mj. na stránkách registrátorů domén. Ve většině unixových systémů je k dispozici příkaz whois, jehož výstup je klasickým výstupem ze WHOIS databáze (tučně je zvýrazněn text, který zadal uživatel, výstup je zkrácen):
```
$ 
whois seznam.cz

[Querying whois.nic.cz]
[whois.nic.cz]
domain:       seznam.cz
registrant:   SB:SEZNAM-CZ-AS
admin-c:      SB:SEZNAM-CZ-AS
nsset:        SEZNAM-NAMESERVERS
registrar:    REG-IGNUM
status:       paid and in zone
registered:   07.10.1996 02:00:00
changed:      23.01.2008 18:51:04
expire:       29.10.2011

contact:      SB:SEZNAM-CZ-AS
org:          Seznam.cz, a.s.
name:         Seznam.cz, a.s.
address:      Radlická 608/2
address:      Praha 5
address:      15000
address:      CZ
e-mail:       domeny@firma.seznam.cz
registrar:    REG-IGNUM
created:      10.08.2001 22:13:00
changed:      29.08.2007 11:15:00

nsset:        SEZNAM-NAMESERVERS
nserver:      ns.seznam.cz (77.75.73.77)
nserver:      ms.seznam.cz (77.75.77.77)
tech-c:       SB:SEZNAM-CZ-AS
registrar:    REG-IGNUM
created:      18.10.2007 18:01:01
changed:      23.01.2008 18:46:06
```

Dotázat se lze i na IP adresu (zkráceno):
```
$ 
whois 147.230.16.1

[Querying whois.arin.net]
[Redirected to whois.ripe.net:43]
[Querying whois.ripe.net]
[whois.ripe.net]
% Information related to '147.230.0.0 - 147.230.255.255'
inetnum:        147.230.0.0 - 147.230.255.255
netname:        TUL-TCZ
descr:          Technical University of Liberec
descr:          Liberec
country:        CZ
admin-c:        PS32-RIPE
tech-c:         PA56-RIPE
status:         ASSIGNED PI
mnt-by:         TENCZ-MNT
mnt-lower:      TENCZ-MNT
remarks:        Please report network abuse -> abuse@tul.cz
source:         RIPE # Filtered

person:         Pavel Satrapa
address:        Technical University of Liberec
address:        Department of Information Technology
address:        Halkova 6
address:        Liberec 1
address:        461 17
address:        The Czech Republic
phone:          +420 485353685
fax-no:         +420 485352229
abuse-mailbox:  abuse@tul.cz
nic-hdl:        PS32-RIPE
source:         RIPE # Filtered

% Information related to '147.228.0.0/14AS2852'
route:          147.228.0.0/14
descr:          ZCU-TCZ + VUTBR-TCZ + TUL-TCZ + CAS-TCZ
origin:         AS2852
mnt-by:         AS2852-MNT
remarks:        Please report abuse -> abuse@cesnet.cz
source:         RIPE # Filtered
```

## Maskování Whois
Někteří registrátoři domén umožňují službu Maskování Whois (anglicky Whois private protection). Vše je postaveno na principu právnické osoby, na kterou je doména převedena. Ta pak vystupuje jako vlastník domény. Součástí této služby je i přidělená e-mailová adresa, která slouží ke kontaktování původního majitele domény.
Služba je využívána pro ochranu soukromí a nezveřejňování osobních údajů.